# Ваняікін Дмитро Борисович
Дмитро Борисович Ваняікін (нар. 14 січня 1966) — український та радянський легкоатлет, який спеціалізувався у спринті, срібний призер чемпіонату Європи (1994), багаторазовий чемпіон та призер чемпіонатів України та СРСР, рекордсмен України.

## Спортивна кар'єра
Одним з головних спортивних досягнень у кар'єрі Дмитра Ваняікіна стало «срібло» європейської першості 1994 в естафетному бігу 4×100 метрів, здобуте ним у складі української збірної.
За кар'єру встановив низку національних рекордів у естафетних дисциплінах:
- 16 вересня 1986 на Спартакіаді народів СРСР у Ташкенті був оновлений рекорд УРСР 15-річної давнини. Збірна УРСР у складі Сергія Грищенка, Дмитра Ваняікіна, Миколи Разгонова та Олександра Пуговкіна пробіга естафету 4×100 метрів за 39,07.
- 5 червня 1993 на змаганнях «Pearl European Relays» в Портсмуті Дмитро Ваняікін став співавтором двох національних рекордів. В естафеті 4×100 метрів українська команда вперше в історії «вибігла» з 39 секунд (38,85), а партнерами Дмитра у квартеті були Ігор Стрельцов, Владислав Дологодін та Олександр Шличков. В естафеті 4×200 метрів новим національним рекордом став час 1.21,32 — разом з Дмитром співавторами рекорду стали Владислав Дологодін, Олег Твердохліб та Ігор Стрельцов.
- 25 червня 1994 на Кубку Європи в Бірмінгемі Дмитро Ваняікін, Олександр Шличков, Олег Крамаренко та Сергій Осович оновили рекорд України в естафеті 4×100 метрів, довівши його до 38,79.
- 12 серпня 1995 на чемпіонаті світу в Гетеборзі квартет української збірної (7 місце в фіналі) у складі Сергія Осовича, Олега Крамаренка, Дмитра Ваняікіна та Олексія Чихачова встановив новий рекорд України в естафеті 4×100 метрів — 38,76.

## Основні міжнародні виступи
| Рік  | Змагання         | Місто     | Місце | Дисципліна | Примітки |
| ---- | ---------------- | --------- | ----- | ---------- | -------- |
| 1994 | Кубок Європи     | Бірмінгем | 2     | 4×100 м    | [ 1 ]    |
| 1994 | Чемпіонат Європи | Гельсінкі | 4чф7  | 100 м      |          |
| 1994 | 2                | 4×100 м   |       |            |          |
| 1995 | Чемпіонат світу  | Гетеборг  | 7заб5 | 100 м      |          |
| 1995 | ф7               | 4×100 м   |       |            |          |

## Тренерська робота
Після завершення спортивної кар'єри перейшов на тренерську роботу.
Має досвід роботи зі збірними командами Шрі-Ланки, Оману, Бахрейну, України та Індії.
Тренує сина Максима (нар. 1999), який виступає у потрійному стрибку.